# Hymenasplenium bivalvatum
Hymenasplenium bivalvatum är en svartbräkenväxtart som först beskrevs av B.K.Nayar och Geev., och fick sitt nu gällande namn av Ronald Louis Leo Viane. Hymenasplenium bivalvatum ingår i släktet Hymenasplenium och familjen Aspleniaceae. Inga underarter finns listade.